# West-Thürings voetbalkampioenschap
Het West-Thürings voetbalkampioenschap (Duits: Gauliga Westthüringen)  was een van de regionale voetbalcompetities van de Midden-Duitse voetbalbond, die bestond van 1910 tot 1933. De kampioen plaatste zich telkens voor de Midden-Duitse eindronde en maakte zo ook kans op de nationale eindronde, al is daar geen club in geslaagd.
In het eerste seizoen werd de competitie in twee groepen gespeeld. SC Meiningen 04 en SC 1904 Schmalkalden werden groepswinnaar, maar er kwam geen finale tussen beide  teams. Op 19 juli 1914 waren er gesprekken om de competitie van West-Thüringen samen te voegen met die van Zuid-Thüringen, maar er kwam geen consensus. De beslissing werd vooruitgeschoven naar de volgende vergadering op 8 augustus, echter was in  tussentijd de Eerste Wereldoorlog uitgebroken en vond deze vergadering niet plaats en bleven de competities zoals ze waren. De competitie van West-Thüringen werd gespeeld volgens de voorjaar-herfstmodus, in tegenstelling tot de meer gebruikelijke herfst-voorjaarmodus. Er waren dus al een aantal wedstrijden gespeeld toen de oorlog uitbrak. De competitie werd wel stopgezet en niet meer hervat. 
In 1918 werd de competitie geherstructureerd. De competities van Noord-, Oost-, Zuid- en West-Thüringen en die van Wartburg werden verenigd in de Thüringenliga. Clubs uit Zuid- en West-Thüringen werden te zwak bevonden en hadden pas vanaf 1920 een deelnemer aan de competitie. In 1919 voerde de Midden-Duitse bond in al zijn competities een herschikking door die Thüringen al een jaar eerder gedaan had. De competitie kreeg wel de nieuwe naam Kreisliga Thüringen. In 1923 besliste de bond om de Kreisliga af te voeren en de vooroorlogse competities in ere te herstellen, allen onder de naam Gauliga. 
In 1933 kwam de Nationaalsocialistische Duitse Arbeiderspartij aan de macht en werden de overkoepelende voetbalbonden en hun talloze onderverdelingen opgeheven om plaats te maken voor de nieuwe Gauliga. De kampioen van West-Thüringen werd te licht bevonden voor de Gauliga en geen enkele club uit West-Thüringen mocht hieraan deelnemen. Er zou ook geen enkele club erin slagen om de volgende seizoenen te promoveren naar de Gauliga. Slechts twee clubs plaatsten zich voor de Bezirksklasse Thüringen, die nu de tweede klasse werd. De overige clubs bleven in de competitie, die nu, onder de naam Kreisklasse Westthüringen, de derde klasse werd. 

## Erelijst
- 1911 Geen algemeen kampioen
- 1912 Preußen Suhl
- 1913 FC Germania Mehlis
- 1914 SC Meiningen
- 1915 Competitie niet voltooid
- 1916 Geen competitie
- 1917 TV 1912 Zella
- 1918 Onbekend
- 1924 SC 1912 Zella
- 1925 SC 1912 Zella
- 1926 SpVgg Zella-Mehlis
- 1927 FC 1905 Zella-Mehlis
- 1928 SpVgg Zella-Mehlis
- 1929 Gelb-Rot Meiningen
- 1930 Union Zella-Mehlis
- 1931 SpVgg Zella-Mehlis
- 1932 SC Wasungen 1908
- 1933 Gelb-Rot Meiningen

### Seizoenen eerste klasse
Hieronder overzicht seizoenen van de West-Thüringse competitie (1910-1915, 1916-1918, 1923-1933). Van seizoen 1917/18 zijn geen standen meer bekend, wel de deelnemers. De seizoenen van de West-Thüringse competitie als tweede klasse zijn hier niet bijgeteld, wel de vijf seizoenen van de Thüringenliga en Kreisliga (1918-1923). Tussen 1918 en 1920 speelde geen enkele club uit West-Thüringen in de hoogste klasse. 
| Club                               | /22 | Periode (1910-1915, 1916-1933)  |
| ---------------------------------- | --- | ------------------------------- |
| FC 1905 Zella-Mehlis               | 14  | 1910-1915, 1916-1918, 1922-1929 |
| SV 1904 Schmalkalden               | 12  | 1910-1912, 1923-1933            |
| SC 1912 Zella-Mehlis               | 11  | 1916-1918, 1920-1929            |
| FC Germania 06 Mehlis              | 11  | 1910-1915, 1916-1918, 1921-1925 |
| VfL Meiningen 04                   | 9   | 1923-1932                       |
| SpVgg Zella-Mehlis 06              | 8   | 1925-1933                       |
| SpVgg Gelb-Rot Meiningen           | 8   | 1925-1933                       |
| SV Wacker 04 Bad Salzungen         | 7   | 1926-1933                       |
| VfL 1909 Mehlis                    | 6   | 1914-1915, 1916-1918, 1922-1925 |
| SC Meiningen 1904                  | 5   | 1910-1915                       |
| VfL 1906 Hildburghausen            | 5   | 1910-1913, 1923-1924, 1927-1928 |
| 1. Suhler SV 06                    | 4   | 1923-1927                       |
| FC Preußen Suhl                    | 4   | 1910-1913, 1914-1915            |
| SC Wasungen 08                     | 4   | 1910-1911, 1930-1933            |
| SV Union Zella-Mehlis              | 4   | 1929-1933                       |
| TuS Steinbach-Hallenberg           | 4   | 1929-1933                       |
| SC 07 Schleusingen                 | 4   | 1910-1912, 1928-1930            |
| SV Germania 02 Zella               | 3   | 1914-1915, 1924-1926            |
| FC 02 Barchfeld                    | 3   | 1930-1933                       |
| Club Heiterkeit der Sp.Abt. Mehlis | 3   | 1910-1911, 1913-1915            |
| SpVgg Breitingen an der Werra      | 2   | 1931-1933                       |
| VfB 1909 Meiningen                 | 2   | 1910-1912                       |
| SpVgg Suhl                         | 1   | 1916-1917                       |
| VfB 1919 Vacha                     | 1   | 1932-1933                       |
| FC Edelweiß Viernau                | 1   | 1930-1931                       |
| FC Teutonia Mittelschmalkalden     | 1   | 1910-1911                       |
| FC Breitungen                      | 1   | 1910-1911                       |

1910/11 · 1911/12 · 1912/13 · 1913/14 · 1914/15 · 1915/16 · 1916/17 · 1917/18 · 1923/24 · 1924/25 · 1925/26 · 1926/27 · 1927/28 · 1928/29 · 1929/30 · 1930/31 · 1931/32 · 1932/33